# Liste des médaillés olympiques en hockey sur gazon
Le hockey sur gazon est un sport d'équipe qui est disputé aux Jeux olympiques d'été.

## Tournoi masculin
| Édition                                   | Or | Argent | Bronze |
| ----------------------------------------- | --- | --- | --- |
| Stockholm 1912                            | non inclus au programme olympique | non inclus au programme olympique | non inclus au programme olympique |
| Anvers 1920                               | Grande-Bretagne Charles Atkin John Bennett Colin Campbell Harold Cassels Harold Cooke Eric Crockford Reginald Crummack Harry Haslam Arthur Leighton Charles Marcon John McBryan George McGrath Stanley Shoveller William Smith Cyril Wilkinson                                                                      | Danemark Hans Bjerrum Ejvind Blach Niels Blach Steen Due Thorvald Eigenbrod Frands Faber Hans Jørgen Hansen Hans Herlak Henning Holst Erik Husted Paul Metz Andreas Rasmussen | Belgique André Becquet Pierre Chibert Raoul Daufresne de La Chevalerie Fernand de Montigny Charles Delelienne Louis Diercxsens Robert Gevers Adolphe Goemaere Charles Gniette Raymond Keppens René Strauwen Pierre Valcke Maurice van den Bemden Jean van Nerom                               |
| Paris 1924                                | non inclus au programme olympique | non inclus au programme olympique | non inclus au programme olympique |
| Amsterdam 1928                            | Inde Richard Allen Dhyan Chand Maurice Gateley William Goodsir-Cullen Leslie Hammond Feroze Khan George Marthins Rex Norris Broome Pinniger Michael Rocque Frederic Seaman Ali Shaukat Jaipal Singh Sayed Yusuf | Pays-Bas Jan Ankerman Jan Brand Rein de Waal Emile Duson Gerrit Jannink Adriaan Katte August Kop Ab Tresling Paul van de Rovaart Robert van der Veen Haas Visser 't Hooft | Allemagne Bruno Boche Georg Brunner Heinz Förstendorf Erwin Franzkowiak Werner Freyberg Theodor Haag Hans Haußmann Kurt Haverbeck Aribert Heymann Herbert Hobein Fritz Horn Karl-Heinz Irmer Herbert Kemmer Herbert Müller Werner Proft Gerd Strantzen Rolf Wollner Heinz Wöltje Erich Zander |
| Los Angeles 1932                          | Inde Richard Allen Muhammad Aslam Lal Bokhari Frank Brewin Richard Carr Dhyan Chand Leslie Hammond Arthur Hind Sayed Jaffar Masud Minhas Broome Pinniger Gurmit Singh Kullar Roop Singh William Sullivan Carlyle Tapsell                                                                                            | Japon Shunkichi Hamada Junzo Inohara Sadayoshi Kobayashi Haruhiko Kon Kenichi Konishi Hiroshi Nagata Eiichi Nakamura Yoshio Sakai Katsumi Shibata Akio Sohda Toshio Usami | États-Unis William Boddington Harold Brewster Roy Coffin Amos Deacon Horace Disston Samuel Ewing James Gentle Henry Greer Lawrence Knapp David McMullin Leonard O'Brien Charles Sheaffer Frederick Wolters                                                                                    |
| Berlin 1936                               | Inde Richard Allen Dhyan Chand Ali Dara Lionel Emmett Peter Fernandes Joseph Galibardy Earnest Goodsir-Cullen Mohammed Hussain Sayed Jaffar Ahmed Khan Ahsan Khan Mirza Masood Cyril Michie Baboo Nimal Joseph Phillips Shabban Shahab-ud-Din G.S.Garewal Roop Singh Carlyle Tapsell                                | Allemagne Hermann auf der Heide Ludwig Beisiegel Erich Cuntz Karl Dröse Alfred Gerdes Werner Hamel Harald Huffmann Erwin Keller Herbert Kemmer Werner Kubitzki Paul Mehlitz Karl Menke Fritz Messner Detlef Okrent Heinrich Peter Heinz Raack Carl Ruck Hans Scherbart Heinz Schmalix Tito Warnholtz Kurt Weiß Erich Zander      | Pays-Bas Henk de Looper Jan de Looper Aat de Roos Rein de Waal Piet Gunning Inge Heybroek Hans Schnitger René Sparenberg Ernst van den Berg Ru van der Haar Tonny van Lierop Max Westerkamp                                                                                                   |
| Londres 1948                              | Inde Leslie Claudius Keshav Dutt Walter D'Souza Lawrie Fernandes Ranganathan Francis Gerry Glackan Akhtar Hussain Patrick Jansen Amir Kumar Kishan Lal Leo Pinto Jaswant Singh Rajput Latif-ur-Rehman Reginald Rodrigues Balbir Singh Randhir Singh Gentle Grahanandan Singh K. D. Singh Trilochan Singh Maxie Vaz  | Grande-Bretagne Robert Adlard Norman Borrett David Brodie Ronald Davis William Griffiths Frederick Lindsay William Lindsay John Peake Frank Reynolds George Sime Michael Walford William White | Pays-Bas André Boerstra Henk Bouwman Piet Bromberg Harry Derckx Han Drijver Dick Esser Roepie Kruize Jenne Langhout Dick Loggere Ton Richter Eddy Tiel Wim van Heel |
| Helsinki 1952                             | Inde Leslie Claudius Meldric Daluz Keshav Dutt Chinadorai Deshmutu Ranganathan Francis Raghbir Lal Govind Perumal Muniswamy Rajgopal Balbir Singh Randhir Singh Gentle Udham Singh Dharam Singh Grahanandan Singh Kunwar Digvijay Singh                                                                             | Pays-Bas Jules Ancion André Boerstra Harry Derckx Han Drijver Dick Esser Roepie Kruize Dick Loggere Lau Mulder Eddy Tiel Wim van Heel Leonard Wery | Grande-Bretagne Denys Carnill John Cockett John Conroy Graham Dadds Derek Day Dennis Eagan Robin Fletcher Roger Midgley Richard Norris Neil Nugent Anthony Nunn Anthony Robinson John Paskin Taylor                                                                                           |
| Melbourne 1956                            | Inde Leslie Claudius Ranganathan Francis Haripal Kaushik Amir Kumar Raghbir Lal Shankar Lakshman Govind Perumal Amit Singh Bakshi Balkishan Singh Grewal Raghbir Singh Bhola Bakshish Singh Balbir Singh Gurdev Singh Hardyal Singh Garchey Randhir Singh Gentle Udham Singh Charles Stephen                        | Pakistan Mushtaq Ahmad Noor Alam Khursheed Aslam Manzoor Hussain Atif Naseer Bunda Munir Dar Akhtar Hussain Zakir Hussain Anwar Khan Habib Ali Kiddie Motiullah Abdul Rashid Ghulam Rasul Latif-ur-Rehman Abdul Waheed | Équipe unifiée d'Allemagne Günther Brennecke Hugo Budinger Werner Delmes Hugo Dollheiser Eberhard Ferstl Alfred Lücker Helmut Nonn Wolfgang Nonn Heinz Radzikowski Werner Rosenbaum Günther Ullerich                                                                                          |
| Rome 1960                                 | Pakistan Bashir Ahmad Mushtaq Ahmad Noor Alam Khursheed Aslam Manzoor Hussain Atif Naseer Bunda Munir Dar Abdul Hamid Abdul Rashid Abdul Waheed Anwar Khan Habib Ali Kiddie Motiullah Ghulam Rasul | Inde Joseph Antic Leslie Claudius Jaman Lal Sharma Mohinder Lal Shankar Lakshman John Peter Govind Sawant Raghbir Singh Bhola Balkishan Singh Charanjit Singh Jaswant Singh Joginder Singh Prithipal Singh Udham Singh | Espagne Pedro Amat Francisco Caballer Juan Calzado José Colomer Carlos del Coso José Dinarés Eduardo Dualde Joaquín Dualde Rafael Egusquiza Ignacio Macaya Pedro Murúa Pedro Roig Luis Usoz Narciso Ventalló                                                                                  |
| Tokyo 1964                                | Inde Haripal Kaushik Mohinder Lal Shankar Lakshman Bandu Patil John Peter Ali Sayed Charanjit Singh Darshan Singh Dharam Singh Gurbux Singh Harbinder Singh Jagjit Singh Joginder Singh Prithipal Singh Udham Singh                                                                                                 | Pakistan Saeed Anwar Manzoor Hussain Atif Munir Dar Abdul Hamid Mahmood Khalid Anwar Khan Nawaz Khizar Azam Khurshid Muhammad Asad Malik Muhammad Manna Motiullah Tariq Niazi Muhammad Rashid Aziz Tariq Hayat Zafar Uddin Zaka                                                                                                  | Australie Mervyn Crossman Paul Dearing Raymond Evans Brian Glencross Robin Hodder John McBryde Donald McWatters Patrick Nilan Eric Pearce Julian Pearce Desmond Piper Donald Smart Anthony Waters Graham Wood                                                                                 |
| Mexico 1968                               | Pakistan Abdul Rasheed Jahangir Butt Tanvir Dar Gulraiz Akhtar Khalid Mahmood Muhammad Asad Malik Mohammad Ashfaq Tariq Niazi Riaz Ahmad Riazuddin Saeed Anwar Tariq Aziz Zakir Hussain | Australie Paul Dearing Raymond Evans Brian Glencross Robert Haigh Donald Martin James Mason Patrick Nilan Eric Pearce Gordon Pearce Julian Pearce Desmond Piper Fred Quine Ronald Riley Donald Smart Arthur Busch | Inde Rajendra Christy Krishnamurty Perumal John Peter Inamur Rehaman Munir Sait Ajitpal Singh Balbir Singh I Balbir Singh II Balbir Singh III Gurbux Singh Harbinder Singh Harmik Singh Inder Singh Prithipal Singh Tarsem Singh                                                              |
| Munich 1972                               | Allemagne de l'Ouest Wolfgang Baumgart Horst Dröse Dieter Freise Werner Kaessmann Carsten Keller Detlev Kittstein Ulrich Klaes Peter Kraus Michael Krause Michael Peter Wolfgang Rott Fritz Schmidt Rainer Seifert Wolfgang Strödter Eckart Suhl Eduard Thelen Peter Trump Ulrich Vos                               | Pakistan Rashid Abdul Akhtar Rasool Ul Akhtar Jahangir Butt Ur Fazal Islahuddin Siddique Muhammad Asad Malik Shahnaz Sheikh Munawwaruz Zaman Ahmad Riaz Saeed Anwar Saleem Sherwani Iftikar Syed Mudassar Syed Zahid Sheikh | Inde B. P. Govinda Charles Cornelius Manuel Frederick Michael Kindo Ashok Kumar M. P. Ganesh Krishnamurty Perumal Ajitpal Singh Harbinder Singh Harcharan Singh Harmik Singh Kulwant Singh Mukhbain Singh Varinder Singh                                                                      |
| Montréal 1976                             | Nouvelle-Zélande Paul Ackerley Jeff Archibald Arthur Borren Alan Chesney John Christensen Greg Dayman Tony Ineson Barry Maister Selwyn Maister Trevor Manning Alan McIntyre Neil McLeod Arthur Parkin Mohan Patel Ramesh Patel Les Wilson                                                                           | Australie David Bell Greg Browning Rick Charlesworth Ian Cooke Barry Dancer Douglas Golder Robert Haigh Wayne Hammond Jim Irvine Malcolm Poole Robert Proctor Graeme Reid Ronald Riley Trevor Smith Terry Walsh | Pakistan Rashid Abdul Akhtar Rasool Mahmood Arshad Arshad Chaudhry Khan Haneef Islahuddin Siddique Samiullah Khan Hassan Manzoor Manzoor Hussain Munawwaruz Zaman Zia Qamar Nazim Salim Shahnaz Sheikh Saleem Sherwani Iftikar Syed Mudassar Syed                                             |
| Moscou 1980                               | Inde | Espagne | Union soviétique |
| Los Angeles 1984                          | Pakistan Mushtaq Ahmad Ishtiaq Ahmed Naeem Akhtar Abdul Rashid Al-Hasan Nasir Ali Tauqeer Dar Khalid Hamid Manzoor Hussain Hanif Khan Kaleemullah Khan Shahid Ali Khan Ayaz Mahmood Syed Ghulam Moinuddin Hassan Sardar Saleem Sherwani Qasim Zia                                                                   | Allemagne de l'Ouest Christian Bassemir Stefan Blöcher Dirk Brinkmann Heiner Dopp Carsten Fischer Tobias Frank Volker Fried Thomas Gunst Horst-Ulrich Hänel Karl-Joachim Hürter Andreas Keller Reinhard Krull Michael Peter Thomas Reck Ekkhard Schmidt-Opper Markku Slawyk                                                      | Grande-Bretagne Paul Barber Stephen Batchelor Kulbir Bhaura Robert Cattrall Richard Dodds James Duthie Norman Hughes Sean Kerly Richard Leman Stephen Martin William McConnell Veryan Pappin Jon Potter Mark Precious Ian Taylor David Westcott                                               |
| Séoul 1988 (Résultats détaillés)          | Grande-Bretagne Paul Barber Stephen Batchelor Kulbir Bhaura Robert Clift Richard Dodds David Faulkner Russell Garcia Martyn Grimley Sean Kerly Jimmy Kirkwood Richard Leman Stephen Martin Veryan Pappin Jon Potter Imran Sherwani Ian Taylor                                                                       | Allemagne de l'Ouest Stefan Blöcher Dirk Brinkmann Thomas Brinkmann Heiner Dopp Hans-Henning Fastrich Carsten Fischer Tobias Frank Volker Fried Horst-Ulrich Hänel Michael Hilgers Andreas Keller Michael Metz Andreas Mollandin Thomas Reck Christian Schliemann Ekkhard Schmidt-Opper                                          | Pays-Bas Marc Benninga Floris Jan Bovelander Jacques Brinkman Maurits Crucq Marc Delissen Cees Jan Diepeveen Patrick Faber Ronald Jansen Rene Klaassen Hendrik Kooijman Hidde Kruize Frank Leistra Erik Parlevliet Gert Schlatmann Tim Steens Taco van den Honert                             |
| Barcelone 1992 (Résultats détaillés)      | Allemagne Andreas Becker Christian Blunck Carsten Fischer Volker Fried Michael Hilgers Andreas Keller Michael Knauth Oliver Kurtz Christian Mayerhöfer Sven Meinhardt Michael Metz Klaus Michler Christopher Reitz Stefan Saliger Jan-Peter Tewes Stefan Tewes                                                      | Australie John Bestall Warren Birmingham Lee Bodimeade Ashley Carey Gregory Corbitt Stephen Davies Damon Diletti Lachlan Dreher Lachlan Elmer Dean Evans Paul Lewis Graham Reid Jay Stacy David Wansbrough Ken Wark Michael York                                                                                                 | Pakistan Mansoor Ahmed Shahbaz Ahmed Shahid Ali Khan Saeed Anjum Asif Bajwa Khalid Bashir Hasan Farhat Wasim Feroz Mohammad Khalid Sr Muhammad Khawaja Ikhlaq Muhammad Qamar Muhammad Rana Mujahid Hussain Musaddaq Muhammad Shahbaz Tahir Zaman                                              |
| Atlanta 1996 (Résultats détaillés)        | Pays-Bas Floris Jan Bovelander Jacques Brinkman Maurits Crucq Teun de Nooijer Marc Delissen Jeroen Delmee Ronald Jansen Erik Jazet Leo Klein Gebbink Bram Lomans Taco van den Honert Tycho van Meer Wouter van Pelt Remco van Wijk Stephan Veen Guus Vogels                                                         | Espagne Jaime Amat Pablo Amat Javier Arnau Jordi Arnau Oscar Barrena Ignacio Cobos Juan Dinarés Juan Escarré Xavier Escudé Juantxo García-Mauriño Antonio González Ramón Jufresa Joaquín Malgosa Victor Pujol Ramón Sala Pablo Usoz                                                                                              | Australie Stuart Carruthers Baeden Choppy Stephen Davies Damon Diletti Lachlan Dreher Lachlan Elmer Brendan Garard Paul Gaudoin Mark Hager Paul Lewis Grant Smith Matthew Smith Daniel Sproule Jay Stacy Ken Wark Michael York                                                                |
| Sydney 2000 (Résultats détaillés)         | Pays-Bas Jacques Brinkman Jaap-Derk Buma Teun de Nooijer Jeroen Delmee Marten Eikelboom Piet-Hein Geeris Ronald Jansen Erik Jazet Bram Lomans Sander van der Weide Wouter van Pelt Diederik van Weel Remco van Wijk Stephan Veen Guus Vogels Peter Windt                                                            | Corée du Sud Han Hyung-bae Hwang Jong-hyun Jeon Hong-kwon Jeon Jong-ha Ji Seung-hwan Kang Keon-wook Kim Chel-hwan Kim Jung-chul Kim Kyung-seok Kim Yong-bae Kim Yoon Lim Jong-chun Lim Jung-woo Seo Jong-ho Song Seung-tae Yeo Woon-kon                                                                                          | Australie Michael Brennan Adam Commens Stephen Davies Damon Diletti Lachlan Dreher Jason Duff Troy Elder James Elmer Paul Gaudoin Stephen Holt Brent Livermore Daniel Sproule Jay Stacy Craig Victory Matthew Wells Michael York                                                              |
| Athènes 2004 (Résultats détaillés)        | Australie Michael Brennan Travis Brooks Dean Butler Liam de Young Jamie Dwyer Nathan Eglington Troy Elder Bevan George Robert Hammond Mark Hickman Mark Knowles Brent Livermore Michael McCann Stephen Mowlam Grant Schubert Matthew Wells                                                                          | Pays-Bas Matthijs Brouwer Ronald Brouwer Jeroen Delmee Teun de Nooijer Geert-Jan Derikx Rob Derikx Marten Eikelboom Floris Evers Erik Jazet Karel Klaver Jesse Mahieu Rob Reckers Taeke Taekema Sander van der Weide Klaas Veering Guus Vogels                                                                                   | Allemagne Clemens Arnold Christoph Bechmann Sebastian Biederlack Philipp Crone Eike Duckwitz Christoph Eimer Björn Emmerling Florian Kunz Björn Michel Sascha Reinelt Justus Scharowsky Christian Schulte Timo Weß Tibor Weißenborn Matthias Witthaus Christopher Zeller                      |
| Pékin 2008 (Résultats détaillés)          | Allemagne Sebastian Biederlack Moritz Fürste Tobias Hauke Florian Keller Oliver Korn Niklas Meinert Jan-Marco Montag Maximilian Müller Carlos Nevado Max Weinhold Tibor Weißenborn Benjamin Weß Timo Weß Philip Witte Matthias Witthaus Christopher Zeller Philipp Zeller                                           | Espagne David Alegre Ramón Alegre Pol Amat Eduard Arbós Francisco Cortés Sergi Enrique Alex Fábregas Francisco Fábregas Juan Fernández Santi Freixa Rodrigo Garza Roc Oliva Xavier Ribas Albert Sala Víctor Sojo Eduardo Tubau                                                                                                   | Australie Des Abbott Travis Brooks Kiel Brown Liam de Young Luke Doerner Jamie Dwyer Bevan George David Guest Robert Hammond Fergus Kavanagh Mark Knowles Stephen Lambert Eli Matheson Eddie Ockenden Grant Schubert Andrew Smith Matthew Wells                                               |
| Londres 2012 (Résultats détaillés)        | Allemagne Oskar Deecke Florian Fuchs Moritz Fürste Martin Häner Tobias Hauke Oliver Korn Maximilian Müller Jan-Philipp Rabente Thilo Stralkowski Max Weinhold Christopher Wesley Benjamin Weß Timo Weß Matthias Witthaus Christopher Zeller Philipp Zeller                                                          | Pays-Bas Sander Baart Billy Bakker Marcel Balkestein Teun de Nooijer Bob de Voogd Sander de Wijn Floris Evers Wouter Jolie Rogier Hofman Robbert Kemperman Jaap Stockmann Robert van der Horst Mink van der Weerden Valentin Verga Klaas Vermeulen Roderick Weusthof                                                             | Australie Nathan Burgers Matthew Butturini Joel Carroll Chris Ciriello Tim Deavin Liam de Young Jamie Dwyer Russell Ford Matthew Gohdes Kieran Govers Fergus Kavanagh Mark Knowles Eddie Ockenden Simon Orchard Matthew Swann Glenn Turner                                                    |
| Rio de Janeiro 2016 (Résultats détaillés) | Argentine Manuel Brunet Facundo Callioni Juan Ignacio Gilardi Pedro Ibarra Isidoro Ibarra Juan Martín López Luca Masso Agustín Mazzilli Joaquín Menini Ignacio Ortíz Matías Paredes Gonzalo Peillat Lucas Rey Matías Rey Lucas Rossi Juan Manuel Saladino Lucas Vila Juan Manuel Vivaldi                            | Belgique Gauthier Boccard Tom Boon Thomas Briels Cédric Charlier Tanguy Cosyns Felix Denayer Sébastien Dockier John-John Dohmen Simon Gougnard Loick Luypaert Emmanuel Stockbroekx Jérôme Truyens Vincent Vanasch Florent van Aubel Arthur Van Doren Elliot Van Strydonck                                                        | Allemagne Linus Butt Florian Fuchs Moritz Fürste Mats Grambusch Tom Grambusch Martin Häner Tobias Hauke Timm Herzbruch Nicolas Jacobi Mathias Müller Timur Oruz Christopher Rühr Moritz Trompertz Niklas Wellen Christopher Wesley Martin Zwicker                                             |
| Tokyo 2020 (Résultats détaillés)          | Belgique Arthur van Doren John-John Dohmen Florent van Aubel Sébastien Dockier Cédric Charlier Gauthier Boccard Nicolas de Kerpel Augustin Meurmans Alexander Hendrickx Thomas Briels Félix Denayer Vincent Vanasch Simon Gougnard Arthur de Sloover Antoine Kina Loïck Luypaert Victor Wegnez Tom Boon             | Australie Lachlan Sharp Tom Craig Tom Wickham Matt Dawson Joshua Beltz Eddie Ockenden Jake Whetton Blake Govers Dylan Martin Joshua Simmonds Tim Howard Aran Zalewski Flynn Ogilvie Daniel Beale Trent Mitton Tim Brand Andrew Charter Jeremy Hayward                                                                            | Inde Dilpreet Singh Rupinder Singh Surender Kumar Manpreet Singh Hardik Singh Gurjant Singh Simranjeet Singh Mandeep Singh Harmanpreet Singh Lalit Upadhyay Sreejesh Parattu Sumit Nilakanta Sharma Shamsher Singh Varun Kumar Birendra Lakra Amit Rohidas Vivek Prasad                       |
| Paris 2024 (Résultats détaillés)          | Pays-Bas - Lars Balk - Koen Bijen - Pirmin Blaak - Justen Blok - Thierry Brinkman - Jorrit Croon - Jonas de Geus - Joep de Mol - Derck de Vilder - Tjep Hoedemakers - Jip Janssen - Floris Middendorp - Tijmen Reyenga - Duco Telgenkamp - Seve van Ass - Thijs van Dam - Steijn van Heijningen - Floris Wortelboer | Allemagne - Jean-Paul Danneberg - Mats Grambusch - Tom Grambusch - Johannes Große - Malte Hellwig - Teo Hinrichs - Paul-Philipp Kaufmann - Moritz Ludwig - Marco Miltkau - Hannes Müller - Mathias Müller - Gonzalo Peillat - Thies Prinz - Christopher Rühr - Justus Weigand - Niklas Wellen - Lukas Windfeder - Martin Zwicker | Inde - Abhishek Nain - Raj Kumar Pal - Sreejesh Parattu - Vivek Prasad - Sanjay Rana - Amit Rohidas - Gurjant Singh - Hardik Singh - Harmanpreet Singh - Jarmanpreet Singh - Mandeep Singh - Manpreet Singh - Shamsher Singh - Sukhjeet Singh - Lalit Upadhyay - Sumit Walmiki                |

## Tournoi féminin
| Édition                                   | Or | Argent | Bronze |
| ----------------------------------------- | --- | --- | --- |
| Moscou 1980 (Résultats détaillés)         | Zimbabwe Arlene Boxhall Elizabeth Chase Sandra Chick Gillian Cowley Patricia Davies Sarah English Maureen George Ann Grant Susan Huggett Patricia McKillop Brenda Phillips Christine Prinsloo Sonia Robertson Anthea Stewart Helen Volk Linda Watson                                | Tchécoslovaquie Milada Blazková Jiřina Čermáková Jiřina Hájková Berta Hrubá Ida Hubáčková Jiřina Kadlecová Jarmila Králíčková Jiřina Křížová Alena Kyselicová Jana Lahodová Květa Petříčková Viera Podhányiová Iveta Šranková Marie Sýkorová Marta Urbanová Lenka Vymazalová                                                   | Union soviétique Leyla Akhmerova Natalia Buzunova Natalia Bykova Nadya Filippova Lyudmila Frolova Lidiya Glubokova Nelli Gorbatkova Yelena Guryeva Galina Inzhuvatova Alina Kham Natella Krasnikova Nadezhda Ovechkina Tatyana Shvyganova Galina Vyuzhanina Tatyana Yembakhtova Valentina Zazdravnykh        |
| Los Angeles 1984 (Résultats détaillés)    | Pays-Bas Carina Benninga Fieke Boekhorst Marjolein Eijsvogel Det de Beus Irene Hendriks Elsemiek Hillen Sandra Le Poole Anneloes Nieuwenhuizen Martine Ohr Alette Pos Lisette Sevens Marieke van Doorn Aletta van Manen Sophie von Weiler Laurien Willemse Margriet Zegers          | Allemagne de l'Ouest Gabriele Appel Dagmar Breiken Beate Deininger Elke Drüll Birgit Hagen Birgit Hahn Martina Koch Sigrid Landgraf Corinna Lingnau Christina Moser Patricia Ott Hella Roth Gabriela Schley Susanne Schmid Ursula Thielemann Andrea Weiermann-Lietz                                                            | États-Unis Beth Anders Beth Beglin Regina Buggy Gwen Cheeseman Sheryl Johnson Christine Larson-Mason Kathleen McGahey Anita Miller Leslie Milne Charlene Morett Diane Moyer Marcella Place Karen Shelton Brenda Stauffer Julie Staver Judy Strong                                                            |
| Séoul 1988 (Résultats détaillés)          | Australie Tracey Belbin Deborah Bowman Lee Capes Michelle Capes Sally Carbon Elspeth Clement Loretta Dorman Maree Fish Rechelle Hawkes Lorraine Hillas Kathleen Partridge Sharon Patmore Jackie Pereira Sandra Pisani Kim Small Liane Tooth                                         | Corée du Sud Chang Eun-jung Cho Ki-hyang Choi Choon-ok Chung Eun-kyung Chung Sang-hyun Han Gum-shil Han Ok-kyung Hwang Keum-sook Jin Won-sim Kim Mi-sun Kim Soon-duk Kim Young-sook Lim Kye-sook Park Soon-ja Seo Hyo-sun Seo Kwang-mi                                                                                         | Pays-Bas Willemien Aardenburg Carina Benninga Marjolein Eijsvogel Yvonne Buter Det de Beus Annemieke Fokke Noor Holsboer Helen van der Ben Lisanne Lejeune Anneloes Nieuwenhuizen Martine Ohr Marieke van Doorn Aletta van Manen Sophie von Weiler Laurien Willemse Ingrid Wolff                             |
| Barcelone 1992 (Résultats détaillés)      | Espagne Carmen Barea Sonia Barrio Mercedes Coghen Celia Corres Natalia Dorado Nagore Gabellanes Marívi González Anna Maiques Silvia Manrique Eli Maragall Isabel Martínez Teresa Motos Núria Olivé Virginia Ramírez Masa Rodríguez Maider Tellería                                  | Allemagne Britta Becker Tanja Dickenscheid Nadine Ernsting-Krienke Christine Ferneck Eva Hagenbäumer Franziska Hentschel Caren Jungjohann Katrin Kauschke Irina Kuhnt Heike Lätzsch Susanne Müller Tina Peters Simone Thomaschinski Bianca Weiß Anke Wild Susie Wollschläger                                                   | Grande-Bretagne Jill Atkins Lisa Bayliss Karen Brown Victoria Dixon Susan Fraser Wendy Fraser Kathryn Johnson Sandra Lister Jackie McWilliams Tammy Miller Helen Morgan Mary Nevill Mandy Nicholson Alison Ramsay Jane Sixsmith Joanne Thompson                                                              |
| Atlanta 1996 (Résultats détaillés)        | Australie Michelle Andrews Alyson Annan Louise Dobson Renita Farrell Juliet Haslam Rechelle Hawkes Clover Maitland Karen Marsden Jenny Morris Jackie Pereira Nova Peris Katrina Powell Lisa Powell Danni Roche Kate Starre Liane Tooth                                              | Corée du Sud Chang Eun-jung Cho Eun-jung Choi Eun-kyung Choi Mi-soon Jeon Young-sun Jin Deok-san Kim Myung-ok Kwon Soo-hyung Kwon Chang-sook Lee Eun-kyung Lee Eun-young Lee Ji-young Lim Jeong-sook Oh Seung-shin Woo Hyun-jung You Jae-sook                                                                                  | Pays-Bas Stella de Heij Wietske de Ruiter Mijntje Donners Willemijn Duster Noor Holsboer Nicole Koolen Ellen Kuipers Jeannette Lewin Suzanne Plesman Florentine Steenberghe Margje Teeuwen Carole Thate Jacqueline Toxopeus Fleur van de Kieft Dillianne van den Boogaard Suzan van der Wielen               |
| Sydney 2000 (Résultats détaillés)         | Australie Katie Allen Alyson Annan Lisa Carruthers Renita Farrell Juliet Haslam Rechelle Hawkes Nikki Hudson Rachel Imison Clover Maitland Claire Mitchell-Taverner Jenny Morris Alison Peek Katrina Powell Angie Skirving Kate Starre Julie Towers                                 | Argentine Magdalena Aicega Mariela Antoniska Inés Arrondo Luciana Aymar María Paz Ferrari Anabel Gambero Soledad García María de la Paz Hernández Laura Maiztegui Mercedes Margalot Karina Masotta Vanina Oneto Jorgelina Rimoldi María Cecilia Rognoni Ayelén Stepnik Paola Vukojicic                                         | Pays-Bas Minke Booij Ageeth Boomgaardt Julie Deiters Mijntje Donners Fatima Moreira de Melo Clarinda Sinnige Hanneke Smabers Minke Smeets Margje Teeuwen Carole Thate Daphne Touw Fleur van de Kieft Dillianne van den Boogaard Macha van der Vaart Suzan van der Wielen Myrna Veenstra                      |
| Athènes 2004 (Résultats détaillés)        | Allemagne Tina Bachmann Caroline Casaretto Nadine Ernsting-Krienke Franziska Gude Mandy Haase Natascha Keller Denise Klecker Anke Kühn Heike Lätzsch Badri Latif Sonja Lehmann Silke Müller Fanny Rinne Marion Rodewald Louisa Walter Julia Zwehl                                   | Pays-Bas Minke Booij Chantal de Bruijn Lisanne de Roever Mijntje Donners Sylvia Karres Fatima Moreira de Melo Eefke Mulder Maartje Scheepstra Janneke Schopman Clarinda Sinnige Minke Smeets Jiske Snoeks Macha van der Vaart Miek van Geenhuizen Lieve van Kessel                                                             | Argentine Magdalena Aicega Mariela Antoniska Inés Arrondo Luciana Aymar Claudia Burkart Marina di Giacomo Soledad García Mariana González Alejandra Gulla María de la Paz Hernández Mercedes Margalot Vanina Oneto María Cecilia Rognoni Mariné Russo Ayelén Stepnik Paola Vukojicic                         |
| Pékin 2008 (Résultats détaillés)          | Pays-Bas Marilyn Agliotti Minke Booij Eva de Goede Lisanne de Roever Wieke Dijkstra Maartje Goderie Ellen Hoog Fatima Moreira de Melo Eefke Mulder Maartje Paumen Sophie Polkamp Janneke Schopman Minke Smeets Naomi van As Miek van Geenhuizen Lidewij Welten                      | Chine Cheng Hui Chen Qiuqi Chen Zhaoxia Fu Baorong Gao Lihua Huang Junxia Li Hongxia Li Shuang Ma Yibo Pan Fengzhen Ren Ye Song Qingling Tang Chunling Zhang Yimeng Zhao Yudiao Zhou Wanfeng | Argentine Magdalena Aicega Luciana Aymar Noel Barrionuevo Claudia Burkart Soledad García Mariana González Alejandra Gulla Giselle Kañevsky Rosario Luchetti Mercedes Margalot María de la Paz Hernández Carla Rebecchi Mariana Rossi Mariné Russo Belén Succi Paola Vukojicic                                |
| Londres 2012 (Résultats détaillés)        | Pays-Bas Marilyn Agliotti Merel de Blaeij Eva de Goede Carlien Dirkse van den Heuvel Maartje Goderie Ellen Hoog Kelly Jonker Kim Lammers Maartje Paumen Sophie Polkamp Joyce Sombroek Naomi van As Margot van Geffen Kitty van Male Caia van Maasakker Lidewij Welten               | Argentine Luciana Aymar Noel Barrionuevo Martina Cavallero Laura del Colle Silvina D'Elía Florencia Habif Rosario Luchetti Sofía Maccari Delfina Merino Florencia Mutio Carla Rebecchi Macarena Rodríguez Rocío Sánchez Moccia Mariela Scarone Daniela Sruoga Josefina Sruoga                                                  | Grande-Bretagne Ashleigh Ball Laura Bartlett Crista Cullen Alex Danson Hannah Macleod Emily Maguire Anne Panter Helen Richardson Chloe Rogers Beth Storry Sarah Thomas Georgie Twigg Laura Unsworth Kate Walsh Sally Walton Nicola White                                                                     |
| Rio de Janeiro 2016 (Résultats détaillés) | Grande-Bretagne Giselle Ansley Sophie Bray Crista Cullen Alex Danson Maddie Hinch Hannah Macleod Shona McCallin Lily Owsley Sam Quek Helen Richardson-Walsh Kate Richardson-Walsh Susannah Townsend Georgie Twigg Laura Unsworth Hollie Webb Nicola White                           | Pays-Bas Willemijn Bos Eva de Goede Xan de Waard Ellen Hoog Kelly Jonker Marloes Keetels Laurien Leurink Maartje Paumen Joyce Sombroek Naomi van As Carlien Dirkse van den Heuvel Margot van Geffen Caia van Maasakker Kitty van Male Maria Verschoor Lidewij Welten                                                           | Allemagne Lisa Altenburg Franzisca Hauke Hannah Krüger Nike Lorenz Marie Mävers Julia Müller Janne Müller-Wieland Pia-Sophie Oldhafer Selin Oruz Katharina Otte Cecile Pieper Kristina Reynolds Lisa Schütze Anne Schröder Annika Sprink Charlotte Stapenhorst Jana Teschke                                  |
| Tokyo 2020 (Résultats détaillés)          | Pays-Bas Sanne Koolen Freeke Moes Malou Pheninckx Laurien Leurink Xan de Waard Marloes Keetels Felice Albers Maria Verschoor Lidewij Welten Caia van Maasakker Frédérique Matla Pien Sanders Laura Nunnink Lauren Stam Josine Koning Margot van Geffen Eva de Goede Stella van Gils | Argentine Belén Succi Sofía Toccalino Agustina Gorzelany Valentina Raposo Agostina Alonso Agustina Albertarrio María Granatto Delfina Merino Rocío Sánchez Moccia Victoria Sauze Victoria Granatto Eugenia Trinchinetti Micaela Retegui María Forcherio Sofía Maccari Noel Barrionuevo Julieta Jankunas Valentina Costa Biondi | Grande-Bretagne Maddie Hinch Laura Unsworth Sarah Evans Anna Toman Hannah Martin Sarah Jones Susannah Townsend Sarah Robertson Elena Rayer Isabelle Petter Leah Wilkinson Giselle Ansley Hollie Pearne-Webb Fiona Crackles Shona McCallin Lily Owsley Grace Balsdon Amy Costello                             |
| Paris 2024 (Résultats détaillés)          | Pays-Bas - Anne Veenendaal - Luna Fokke - Freeke Moes - Lisa Post - Xan de Waard - Yibbi Jansen - Renée van Laarhoven - Felice Albers - Maria Verschoor - Sanne Koolen - Frédérique Matla - Joosje Burg - Marleen Jochems - Pien Sanders - Marijn Veen - Laura Nunnink - Pien Dicke | Chine - Ye Jiao - Gu Bingfeng - Yang Liu - Zhang Ying - Chen Yi - Ma Ning - Li Hong - Ou Zixia - Dan Wen - Zou Meirong - He Jiangxin - Fan Yunxia - Chen Yang - Xu Wenyu - Zhong Jiaqi - Tan Jinzhuang - Yu Anhui | Argentine - Sofía Toccalino - Agustina Gorzelany - Valentina Raposo - Agostina Alonso - Agustina Albertarrio - María Granatto - Cristina Cosentino - Rocío Sánchez Moccia - Victoria Sauze - Sofía Cairo - Eugenia Trinchinetti - Lara Casas - Juana Castellaro - María Campoy - Julieta Jankunas - Zoe Díaz |